# Luca Ronchi
Luca Ronchi (* 1955 in Mailand) ist ein italienischer Fernsehproduzent und Filmregisseur.
Nach seinen Anfängen als Mitarbeiter des Künstlers Mario Schifano Ende der 1970er Jahre wandte sich Ronchi der Fernseh- und Nachrichtenarbeit zu. Dabei arbeitete er u. a. für Telemilano und Fininvest. Für das Kino drehte er 1989 mit der Pornodarstellerin Moana Pozzi den Film Ecstasy. 2001 erschien der der Kunstwelt gewidmete Mario Schifano tutto, der bei der „Mostra d'arte Cinematografica di Venezia“ gezeigt wurde.